# Cleobul d'Esparta
Cleobul d'Esparta (grec antic: Κλεόβουλος, «Kleóbūlos»; llatí: Cleobulus) va ser èfor junt amb Xenares a Esparta l'any 422 aC i 421 aC, en el segon any de la pau de Nícies.
Els dos èfors eren contraris a la consolidació d'aquesta pau. El seu govern es va caracteritzar per organitzar un complot que cercava d'aliar-se amb els beocis i els corintis per reconstruir la lliga del Peloponès reforçada amb els argius, l'hostilitat dels quals aturava al partit de la guerra espartà, segons diu Tucídides.